# خاندان شیمیزو توکوگاوا
خاندان شیمیزو توکوگاوا، خاندان شیمیزو (به ژاپنی: 清水徳川家) یکی از گوسانکیو (سه خاندان برجسته) و شعبه‌ای از خاندان توکوگاوا بود.
شوگون چهاردهم از شوگون‌سالاری توکوگاوا، توکوگاوا ایه‌موچی از خاندان کیشو توکوگاوا، بعدها به فرزندخواندگی این خاندان درآمد.